# 千陽県
千陽県（せんよう-けん）は中華人民共和国陝西省宝鶏市に位置する県。旧称は汧陽県（けんようけん）。

## 行政区画
- 鎮:城関鎮、崔家頭鎮、南寨鎮、張家塬鎮、水溝鎮、草碧鎮、高崖鎮

## 交通

### 鉄道
- 中国国家鉄路集団
  - 宝中線
    - 千陽駅

### 道路
- 高速道路
  -  銀昆高速道路
- 国道
  - G344国道（中国語版）